# أليماو (لاعب كرة قدم، مواليد 1975)
أليماو (بالبرتغالية: Alemão‏) هو لاعب كرة قدم ومدرب كرة قدم برازيلي في مركز الوسط، ولد في 1 مارس 1975 في كوريتيبا في البرازيل. لعب مع نادي مونزا.

## وصلات خارجية
- أليماو على موقع قاعدة بيانات كرة القدم.إي يو (الإنجليزية)
- أليماو على موقع Soccerway.com (الإنجليزية)